# Dunaivtsi
Dunaivtsi (tiếng Ukraina: Дунаївці) là một thành phố của Ukraina. Thành phố này thuộc tỉnh Khmelnytskyi. Thành phố này có diện tích 1,91 km2, dân số theo điều tra dân số năm 2001 là 16448 người.

## Thành phố kết nghĩa
Dunaivtsi kết nghĩa với:
- Turek, Ba Lan
- Brandýs nad Labem-Stará Boleslav, Cộng hòa Séc